# Гонолек тропічний
Гонолек тропічний (Laniarius major) — вид горобцеподібних птахів родини гладіаторових (Malaconotidae). Мешкає в Африці на південь від Сахари. 

## Опис

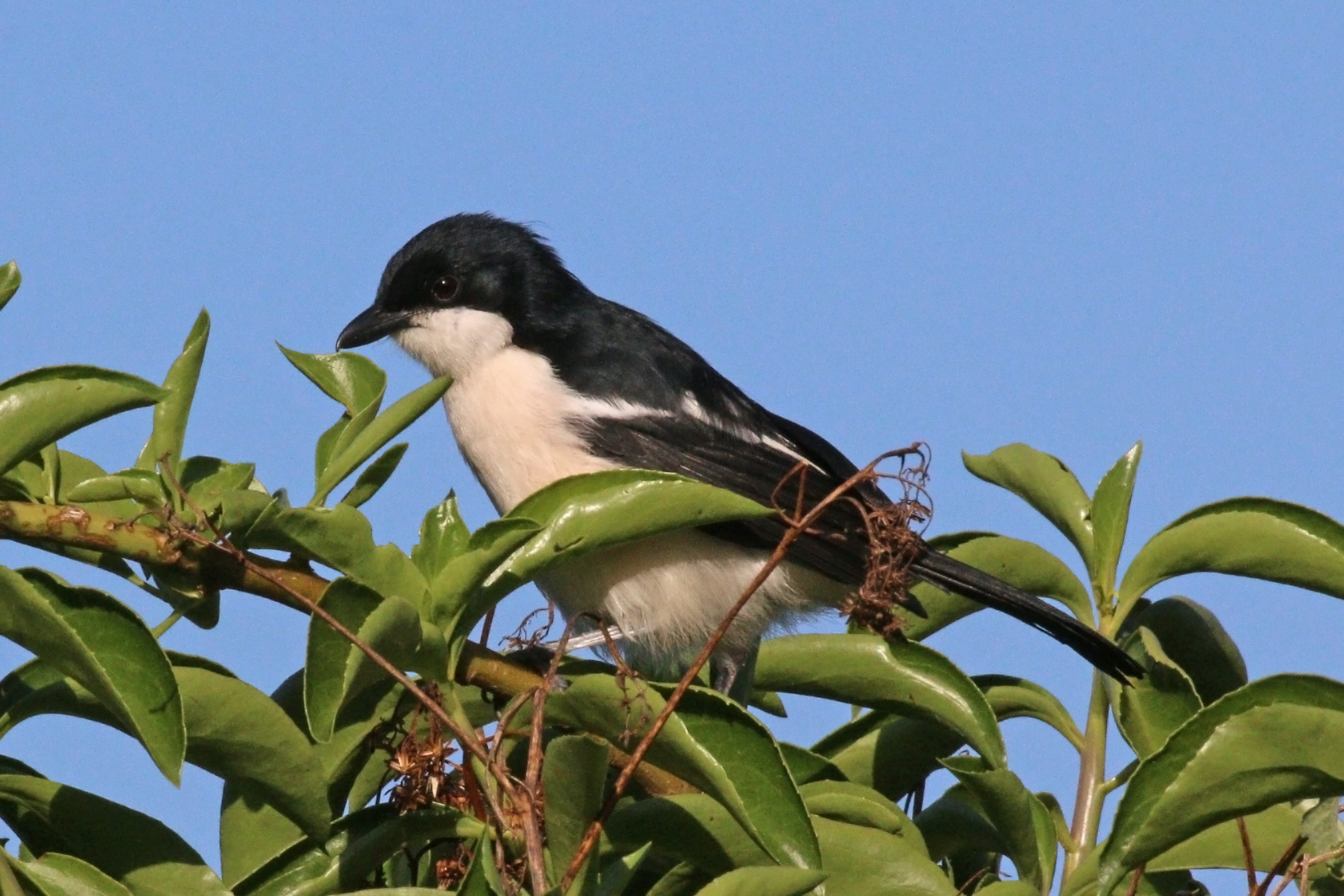
Тропічний гонолек (підвид L. m. ambiguus, Кенія)

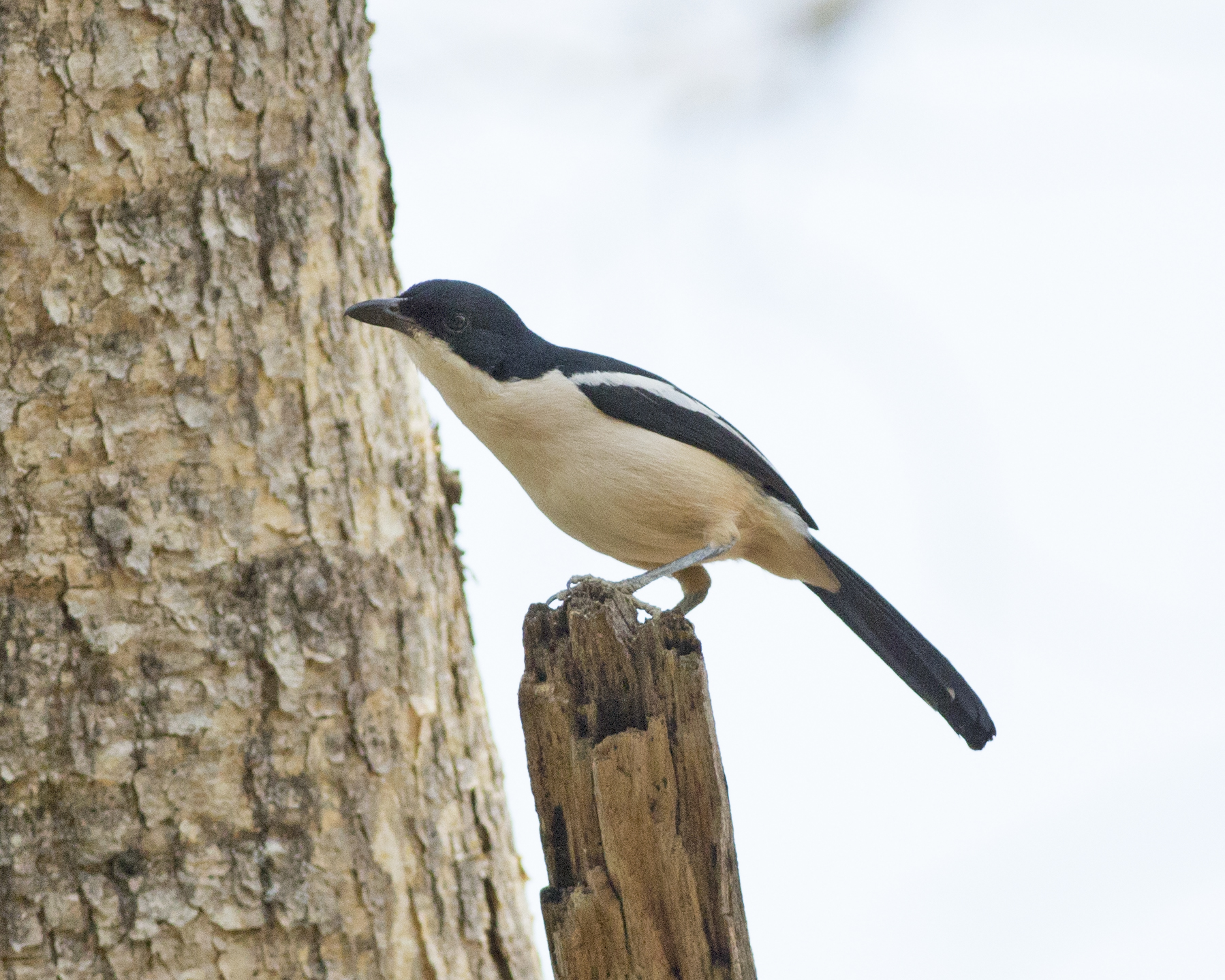
Тропічний гонолек (підвид L. m. mossambicus, Малаві)

Довжина птаха становить 23-25 см, вага 50-60 г. Виду не притаманний статевий диморфізм. Верхня частина тіла і хвіст чорні, на надхвісті білі плями, зазвичай непомітні. Нижня частина тіла біла, деякі популяції мають легкий охристий або рожевуватий відтінок грудей і боків. На крилах біла смуга, у деяких підвидів кінчики махових пер білі. Дзьоб чорний, лапи сизі, райдужки червонувато-карі.

## Таксономія
Тропічний гонолек довгий час був таксономічною проблемою. За результатами молекулярно-генетичного дослідження науковці прийшли до висновку, що тропічний гонолек входить до комплексу видів разом з кенійським, сомалійським, чагарниковим гонолеком. Всі ці види дуже подібні морфологічно і є так званими криптичними видами.

### Підвиди
Виділяють чотири підвиди:
- L. m. major (Hartlaub, 1848) — поширений від Сенегалу і Гамбії до Ліберії, в Кенії та північній Замбії;
- L. m. ambiguus Madarász, 1904 — поширений на сході Кенії та на північному сході Танзанії;
- L. m. limpopoensis Roberts, 1922 — поширений на південному сході Зімбабве та на півночі ПАР;
- L. m. mossambicus (Fischer, GA & Reichenow, 1880) — поширений від Замбії і Малаві до північно-східної Намібії, північної Ботсвани, Зімбабве та Мозамбіку.

## Поширення і екологія
Тропічні гонолеки живуть в гірських, рівнинних і галерейних тропічних лісах, саванах, чагарникових заростях, міомбо, парках і садах на висоті до 3000 м над рівнем моря.

## Поведінка
Тропічні гонолеки харчуються комахами та іншими безхребетними, а також невеликими хребетними: дрібними ящірками, зміями, гризунами. Вони можуть розорювати гнізда птахів, іноді їдять фрукти і равликів. Шукають здобич на землі та серед чагарників. Подібно до інших гладіаторів та сорокопудів, тропічний гонолек нанизує здобич на шипи колючих чагарників та акацій.
Тропічні гонолеки є моногамними птахами. Не існує чітко вираженого сезону розмноження. Екваторіальні популяції можуть розмножуватися впродовж всього року, північні популяції найчастіше розмножуються в кінці весни-на початку літа, на початку сезону дощів і майже не розмножуються пізньої осені-ранньої зими (в сухий сезон). Гніздо будує і самець, і самиця, хоча більшість роботи виконує самиця. Гніздо робиться з химзу і кори, скріплюється павутинням. Діаметр гнізда становить 20-30 см, з неглибоким заглибленням для яєць посередині (діаметром 8 см і глибиною 2-3 см). Гніздо розміщується на висоті від 0,1 до 10 м над землею, хоча найчастіше на висоті до 3 м над землею, серед чагарників або лоз. В кладці 2-3 яйця блакитного або зеленуватого кольору, поцяткованих коричневими або фіолетовими плямками. Розміри яйця становлять 25×18,3 мм. Насиджують яйця і самець, і самиця, хоча більшість часу це робить самиця. Інкубаційний період триває 14-16 днів, пташенята покриваються пір'ям на 14-16 день. Батьки піклуються про пташенят ще близько 7 тижнів, але пташенята залишаються поблизу батьків близько 5 місяців.
Тропічні гонолеки часто стають жертвою гніздового паразитизму з боку чорної зозулі.